# Quiring van Brekelencam

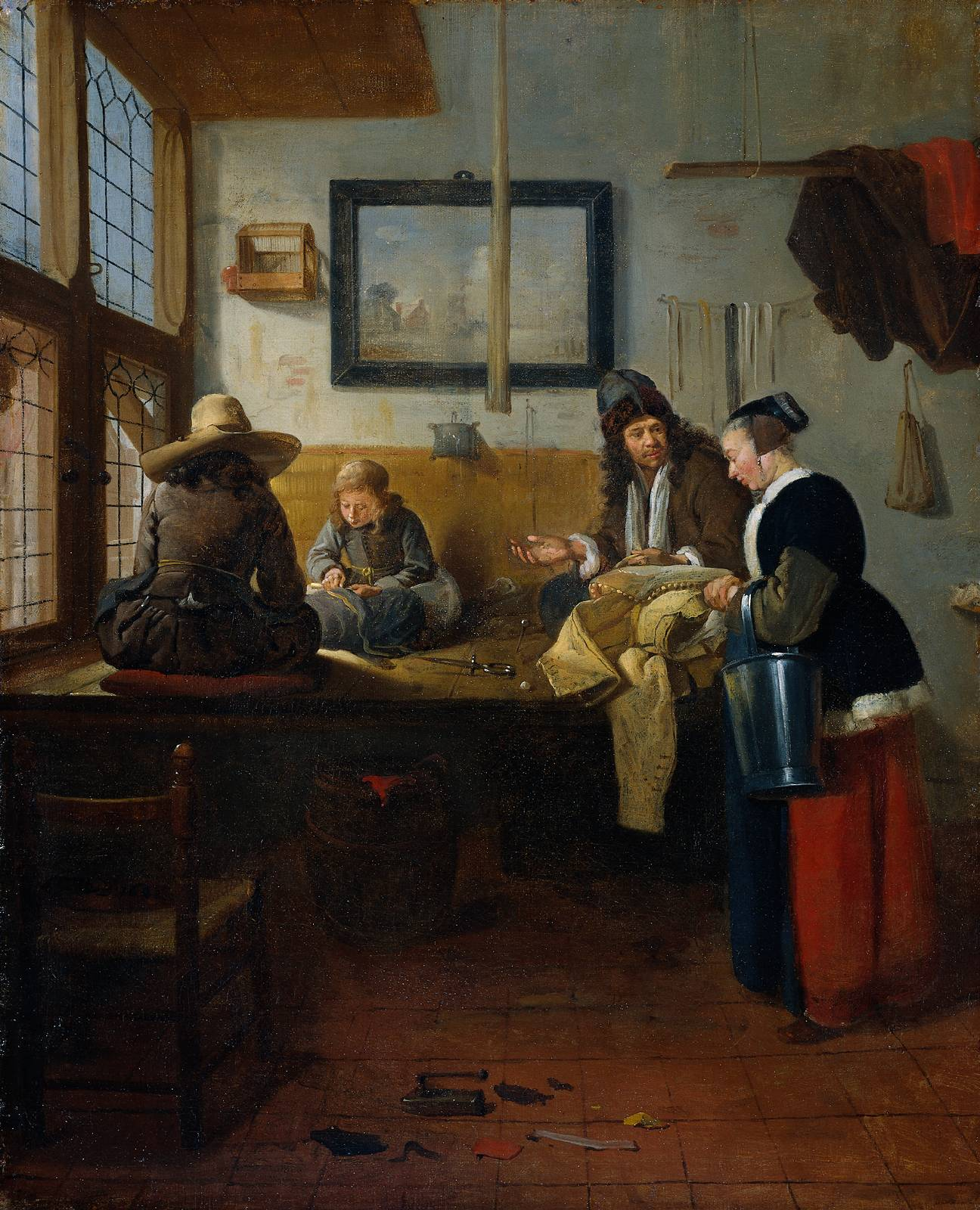
Quirijn van Brekelenkam, Skrädderiet, 1661.

Quiring Gerritsz. van Brekelencam, född omkring 1625, död 1668, var en holländsk konstnär.
Brekelencam påverkades av Gerard Dou och utförde genreporträtt och vardagliga scener i lugna interiörer. Hans tavlor återfinns i Amsterdam, München, Köpenhamn med flera plater samt i Stockholm, där Nationalmuseum har tre tavlor av van Brekelencam. Bland dem Gumma, som löskar en pojke. Hallwylska museet har också en tavla av Brekelencam, Grönsaksmånglerskan.